# 3.º Grupo de Artilharia de Campanha Autopropulsado
O 3.º Grupo de Artilharia de Campanha Autopropulsado (3.º G A C Ap), também conhecido como Regimento Mallet, é uma unidade do Exército Brasileiro, localizada em Santa Maria, no estado do Rio Grande do Sul e vinculada à 6.ª Brigada de Infantaria Blindada, sediado na mesma cidade.
Seu nome histórico evoca ao Marechal Emílio Luiz Mallet, patrono da arma de Artilharia no Brasil, que foi comandante do 1.º Regimento de Artilharia a Cavalo, antecessor desta unidade.

## História
Instalado na cidade de Rio Pardo como Corpo de Artilharia a Cavalo em 4 de maio de 1831, é a primeira unidade de artilharia de campanha do país. Viria a instalar-se, ainda, entre os anos de 1831 e 1835 em Rio Pardo, Porto Alegre e São Gabriel.
Durante a Revolução Farroupilha, inicialmente ficou ao lado dos insurretos, sob o comando de José Mariano de Matos, depois passando para o lado do Exército Imperial, defendendo posições em Porto Alegre, Rio Grande e São José do Norte, tomando parte na Batalha do Barro Vermelho, quando passou para o comando de Lopo de Almeida Henriques Botelho e Mello em 1837.

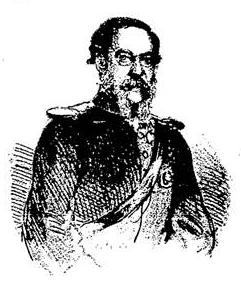
O então tenente-coronel Emílio Mallet, comandante do 1º Regimento d'Artilharia a Cavalo.

Em 1851, tem sua denominação alterada para 1.º Regimento de Artilharia a Cavalo e neste mesmo ano, sob o comando do Major Emílio Luiz Mallet, participa da Guerra do Prata. Nesta guerra, ganha o apelido de "boi de botas", pelo "fato de os condutores utilizarem, naquela época, compridas e pesadas perneiras que lhes faziam andar lentamente – passos vagarosos que faziam lembrar os bois das peças, animais que substituíam os cavalos nos pântanos dos rios Negro e Yí".
Participou de quase todas as batalhas da Guerra do Paraguai, tendo se destacado na Batalha de Tuiuti, quando ganhou a fama de "artilharia revólver", tamanha velocidade e precisão de seus ataques, sob o comando de Mallet.
Findada a guerra, fica sediada em São Gabriel e, em 1885, tem sua denominação alterada para 1.º Regimento de Artilharia de Campanha. Em 1908, novamente muda de denominação, passando para 4.º Regimento de Artilharia de Campanha e, em 1919, para 5.º Regimento de Artilharia Montada, sendo que em 1925, muda sua sede para Santa Maria, onde encontra-se até hoje. Em 1932, pelo Decreto nº 21.196, de 23 de março, recebeu a denominação histórica de “Regimento Mallet”. Também lhe foi concedido o respectivo estandarte histórico, tornando-se a primeira unidade do Exército a possuir tal distinção.
Durante a Revolução Constitucionalista de 1932, foi deslocado para o interior de São Paulo, onde combateu ao lado do Governo Provisório. Durante a Segunda Guerra Mundial, envia 54 homens para ajudar a Força Expedicionária Brasileira nos combates na Itália.
Em 1950, tem seu nome alterado para 3.º Regimento de Artilharia 75mm Auto Rebocado e, em 1961, muda novamente de nome, para 3º Regimento de Obuses 105mm. Participou do golpe de 1964. Em 1971, muda seu nome para 3.º Grupo de Artilharia de Campanha Autopropulsado, “Grupo Mallet”, quando passou a contar com obuseiros M 108 105mm autopropulsados. Em 1982 retoma sua designação histórica de “Regimento Mallet”. Desde 1995, funciona anexo ao Grupo o "Memorial Marechal Mallet", onde se encontram os restos mortais do Marechal Mallet e de sua esposa.
Dentre aqueles que comandaram ou serviram no 3º G A C Ap, estão o Marechal Manuel de Almeida Lobo d'Eça, Marechal Severiano Martins da Fonseca e o Marechal Waldemar Levy Cardoso.

## Brasão
Concedido pelo aviso n.º 158, de 14 de agosto de 1951, ostenta o próprio Brasão da família Mallet, em campo de gules, três fivelas de ouro em roquete, sendo o elmo substituído pelo candeeiro da arma de Artilharia e o paquife reestilizado.

## Emprego e composição
Apoiar pelo fogo a 6.ª Brigada de Infantaria Blindada e suas peças de manobra, manutenção de viaturas blindadas de combate e de seus obuseiros, além de excelente nível de instrução para a execução do tiro de artilharia.
O 3.º GAC é integrado por 4 Baterias de 6 canhões autopropulsados cada, totalizando 24 equipamentos M-108 de 105 mm.[carece de fontes?]